# أل هام
أل هام (بالإنجليزية: Al Ham)‏ هو ملحن وكاتب أغاني أمريكي، ولد في 1925، وتوفي في 2001.

## وصلات خارجية
- أل هام على موقع IMDb (الإنجليزية)
- أل هام على موقع ميوزك برينز (الإنجليزية)
- أل هام على موقع ديسكوغز (الإنجليزية)